# Gewog di Goshi
Il gewog di Goshi è uno dei quattordici raggruppamenti di villaggi del distretto di Dagana, nella regione Centrale, in Bhutan.